# Felix Andries Vening Meinesz
Felix Andries Vening Meinesz (Scheveningen, 30 de julho de 1887 — Amersfoort, 10 de agosto de 1966) foi um geofísico e geodesista holandês.É considerado o fundador e o pai da geodinâmica.

## Vida
Graduou-se em engenharia civil pela Universidade de Tecnologia de Delft em 1910. Assumiu como professor de geodesia na Universidade de Utrecht  em 1927 e foi professor de geofísica em Delft de 1938 a 1957.
É conhecido pela invenção de um método preciso para medir a gravidade. Graças a sua invenção, tornou-se possível medir a gravidade no mar, que lhe conduziu à descoberta de anomalias da gravidade sobre o solo marinho. Atribuiu mais tarde estas anomalias ao processo da deriva continental.
Foi laureado com a Medalha Howard N. Potts em 1936 pelo Franklin Institute, com a Medalha Penrose em 1945 pela Sociedade Geológica da América, com a Medalha William Bowie em 1947 pelo American Geophysical Union, com a Medalha Alexander Agassiz em 1947 pela Academia Nacional de Ciências dos Estados Unidos, com o Prémio Vetlesen em 1962 pela Fundação G. Unger Vetlesen e com a Medalha Wollaston em 1963 pela Sociedade Geológica de Londres.
Uma cratera na Lua, a  "Cratera Vening Meinesz", foi nomeada em sua homenagem.

## Pesquisa e descobertas
A vasta quantidade de dados que suas expedições produziram foram analisados e discutidos junto com outros cientistas holandeses importantes da época Johannes Herman Frederik Umbgrove, Berend George Escher e Ph.H. Kuenen, os resultados foram publicados em 1948. Um resultado importante foi a descoberta de cinturões alongados de anomalias de gravidade negativa ao longo das trincheiras oceânicas. A força média da gravidade parecia ser a mesma na terra e no mar, o que estava de acordo com o princípio da isostasia. Vening Meinesz ficou especialmente intrigado com as trincheiras oceânicas. A coexistência de vulcanismo ativo, grandes anomalias de gravidade negativa e a súbita diferença na elevação do terreno só poderiam ser explicadas assumindo que a crosta terrestre foi de alguma forma comprimida nesses locais. Como geofísico, ele tinha o preconceito de que a crosta era rígida demais para se deformar naquela escala. Suas descobertas só poderiam ser explicadas com o desenvolvimento da teoria das placas tectônicas na década de 1950.

## Expedições submarinas
Vening Meinesz mediu o campo gravitacional da Terra com seu aparelho de pêndulo a bordo de vários submarinos. As expedições a seguir são descritas em suas publicações, "Gravity Expeditions at Sea".
Vol 1: 1923–1930
- HNLMS K II (1923)
- HNLMS K XI (1925)
- HNLMS K XIII (1926–1927)
- HNLMS K XIII (1928–1930)

Vol II: 1923–1933
- HNLMS O 13 (1932)

Vol III: 1934–1939
- HNLMS K XVIII (1934–1935)
- HNLMS O 16 (1937)
- HNLMS O 12 (1937)
- HNLMS O 13 (1938)
- HNLMS O 19 (1939)

Vening Meinesz não estava a bordo durante as expedições após 1939. Seus experimentos foram realizados por seus alunos. Vol V: 1948–1958
- HNLMS O 24 (1948 - 1949)
- HNLMS Tijgerhaai (1951)
- HNLMS Walrus (1957)
- HNLMS Vos (1955)
- HNLMS Zeeleeuw (1956)
- HNLMS Fret (1957)

## Publicações
- F. A. VENING MEINESZ (1932). THE EXPEDITIONS, THE COMPUTATIONS AND THE RESULTS. (PDF). [S.l.: s.n.] Arquivado do original (PDF) em 18 de julho de 2016
- F.A.VENING MEINESZ; F.A.Heiskanen (1958). The Earth and Its Gravity Field. [S.l.]: McGraw-Hill. ISBN 9780070280649
- Sjoerd Anne; Vening Meinesz (17 de julho de 2009). Geschiedenis der staatsregtelijke bepalingen betrekkelijk de vervaardiging van wetten in algemeene. [S.l.]: BiblioBazaar. ISBN 9781113081056
- Sjoerd Anne; Vening Meinesz (2015). Geschiedenis der staatsregtelijke bepalingen betrekkelijk de vervaardiging . . . 1856. [S.l.]: Facsimile Publisher. ASIN B012AW918C
- F.A.VENING MEINESZ (1957). Gedenkboek F A Vening Meinesz. [S.l.]: The Hague: Mouton. ASIN B006MYO1J4
- F.A.VENING MEINESZ (1928). GRAVITY SURVEY BY SUBMARINE VIA PANAMA TO JAVA. [S.l.]: The Hague: Mouton. ASIN B00KJ2F9XW
- F.A.VENING MEINESZ (2011). Geschiedenis Der Staatsregtelyke Bepalingen Betrekkelyk De Vervaardiging Van Wetten En Algemeene Beginselen Die Hierbij Behooren Te Gelden. [S.l.]: Nabu Press. ISBN 9781270843009
- F.A.VENING MEINESZ. The earth and its gravity field by Heiskanen and Meinesz. [S.l.: s.n.]
- F.A.VENING MEINESZ (1958). Geschiedenis Der Staatsregtelyke Bepalingen Betrekkelyk De Vervaardiging Van Wetten En Algemeene Beginselen Die Hierbij Behooren Te Gelden. [S.l.]: McGraw-Hill book company, inc. ASIN B000NR98TE
- F.A.VENING MEINESZ (1941). Theory and Practice of Pendulum Observations at Sea. Part II: Second order corrections, terms of Browne and miscellaneous subjects. [S.l.]: Delft. ASIN B001C3VNUA
- F.A.VENING MEINESZ (1926). Theory and Practice of Pendulum Observations At Sea. [S.l.]: Waltman DELFT. ASIN B00CTUJOU6
- F.A.VENING MEINESZ (1941). The Gravity Measuring Cruise of the US Submarine S-21. With an Appendix of Computational Procedureby E Lamson. [S.l.]: Washington: Government Printing Office. ASIN B006MYNYLA
- F.A.VENING MEINESZ (1923). Observation De Pendule Dans Les Pays-Bas 1913-1921. [S.l.]: Waltman DELFT. ASIN B00CTUUVAI
- F.A.VENING MEINESZ (1931). BY SUBMARINE THROUGH THE NETHERLANDS EAST INDIES + GRAVITY ANOMALIES IN THE EAST INDIAN ARCHIPELAGO. [S.l.]: Geographical Journal; 1St Edition edition. ASIN B00KJ2FNKQ